# 自由号空间站
自由号空间站是由美国NASA命名，致力于建造成近地轨道的永久性空间站。自由号从来没有真正完成过，经过多次修改和调整，其残余的项目转入了现在的国际空间站。